# Lagerara
× Lagerara (abreviado Lgra) es un híbrido intergenérico entre los géneros de orquídeas Aspasia × Cochlioda × Odontoglossum. Fue publicado en Orchid Rev. Orchid Rev. 80: 142 (1972).